# Академик Иван Павлов
«Академик Иван Павлов» — советский чёрно-белый фильм, поставленный на киностудии «Ленфильм» в 1949 году режиссёром Григорием Рошалем.
Премьера фильма в СССР состоялась 9 февраля 1949 года.

## Сюжет
Фильм рассказывает о работе Ивана Петровича Павлова с первых его шагов в науке до сенсационных открытий, сыгравших огромную роль в развитии медицины и психологии.
Действие фильма начинается в Рязани, в 1875 году. Молодой врач Иван Павлов мечтает прожить жизнь «по-настоящему, по-человечески». Труден и тернист путь учёного. Казённые ведомства не отпускают средств для научных исследований, не хватает подопытных животных. Павлов покупает их на собственные сбережения. Опыты следуют один за другим. Горячо и настойчиво добивается Павлов поставленной цели. За труды по физиологии пищеварения ему присуждается Нобелевская премия. Павлов открывает пути объективного изучения функций головного мозга высших животных. Помощник Павлова, идеалист Званцев, ставший идейным противником учёного-материалиста, заклинает его не вторгаться в «святилище духа», но Павлов смело наступает на своих противников-мракобесов. Приходит революционный 1917 год. Павлов гневно отвергает предложение американского агента уехать за границу, он навсегда остаётся со своим народом, на своей Родине.

## В ролях
- Александр Борисов — Иван Павлов
- Нина Алисова — студентка Варвара Иванова, соратница академика
- Владимир Честноков — Забелин
- Фёдор Никитин — профессор Званцев
- Владимир Балашов — Семёнов
- Николай Плотников — Никодим Васильевич
- Марьяна Сафонова — Серафима Васильевна
- Иван Дмитриев — Дмитрий Петрович Павлов
- Григорий Шпигель — профессор Петрищев
- Василий Софронов — Телегин
- Георгий Бельникевич — С. М. Киров
- Николай Черкасов — А. М. Горький

## Съёмочная группа
- Сценарий — Михаил Папава
- Постановка — Григория Рошаля
- Режиссёр — Геннадий Казанский
- Операторы — Вячеслав Горданов, Моисей Магид, Лев Сокольский, Евгений Кирпичёв
- Художники — Евгений Еней, Абрам Векслер
- Композитор — Дмитрий Кабалевский

### Восстановленная версия
Фильм восстановлен на киностудии «Мосфильм» в 1976 году

Режиссёр — Константин Полонский

Звукооператоры — Леонид Воскальчук, И. Стулова

Оператор — Владимир Яковлев

## Награды
- Основные создатели фильма удостоены Сталинской премии первой степени за 1950 год. Лауреаты премии: Г. Рошаль, М. Папава, Ф. Никитин, В. Честноков, В. Горданов, М. Магид, С. Сокольский.
- Премия Труда на II МКФ в Готвальдове, ЧССР (1949).
- Премия «За лучшее исполнение мужской роли» А. Борисову на IV МКФ в Марианских Лазнях, ЧССР (1949).